# Andelot-Blancheville
Andelot-Blancheville – miejscowość i gmina we Francji, w regionie Grand Est, w departamencie Górna Marna.
Według danych na rok 1990 gminę zamieszkiwały 1024 osoby, a gęstość zaludnienia wynosiła 31 osób/km².